# Bassas da India

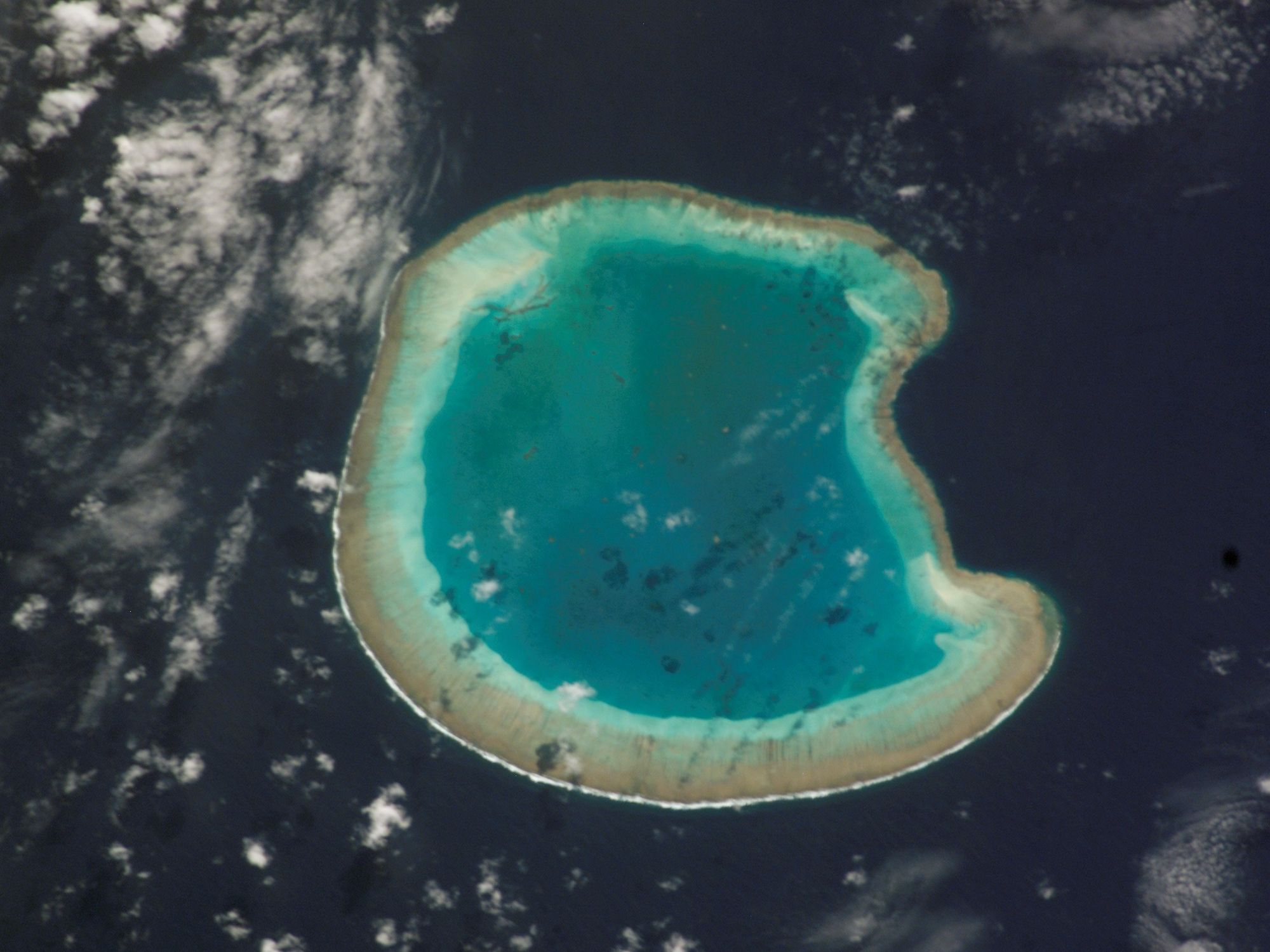
Bassas da India

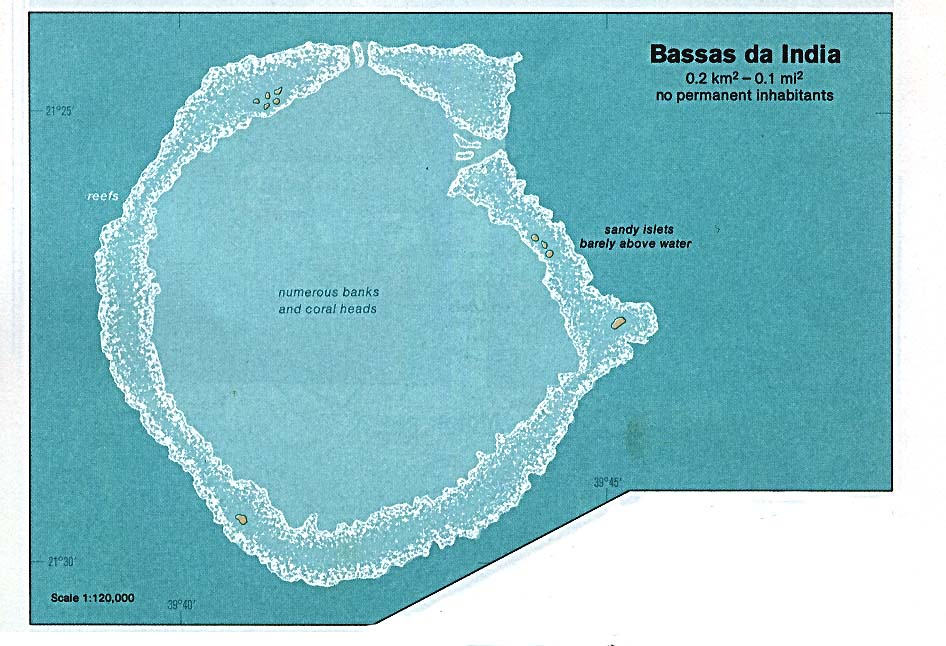
Mapa

Bassas da India (z původně portugalského Bassas da Índia, Indické nížiny; též nazýván Basse de Judie) je neobydlený, zhruba kruhový atol o průměru asi 10 km, což odpovídá celkové rozloze (včetně laguny) 80 km². Nachází se v jižní části Mosambického průlivu, asi v půlce cesty mezi Madagaskarem (který leží 385 km na východ) a Mosambikem a 110 km severozápadně od ostrova Europa. Zvedá se prudce z mořského dna v hloubce 3000 m. Prstenec útesů má v průměru tloušťku 100 m a zcela uzavírá mělkou lagunu s maximální hloubkou 15 m. Francie si nárokuje exkluzivní ekonomickou zónu 123 700 km², která zahrnuje i ostrov Europa.
Atol sestává z deseti pustých skalnatých ostrůvků bez vegetace, o celkové ploše 0,2 km². Ostrůvky na severovýchodě dosahují výšky 2,4 m, západní a jižní jen 1,2 m. 3 hodiny před a po kulminaci přílivu je útes zcela pokryt mořem. Pobřeží útesu měří 35,2 km. Oblast je častým cílem cyklónů. Atol dlouho představoval nebezpečí pro námořní plavbu a v jeho okolí se nachází množství lodních vraků.
Atol Bassas da India byl poprvé zaznamenán portugalskými objeviteli na začátku 16. století. V roce 1897 se stal francouzským majetkem, v roce 1968 (po získání nezávislosti Madagaskaru) byl přesunut do správy prefekta na Réunionu a od roku 2005 patří pod Francouzská jižní a antarktická území, spravovaná rovněž z Réunionu.